# خدنگچه آنگولایی
خدنگچه آنگولایی (نام علمی: Crossarchus ansorgei) نام یک گونه از سرده خدنگچه است.